# 500 mètres féminin de patinage de vitesse aux Jeux olympiques de 2022
Navigation
Pyeongchang 2018 Milan-Cortina 2026
Le 500 mètres féminin de patinage de vitesse aux Jeux olympiques d'hiver de 2022 a lieu le 13 février 2022 à l'Anneau national de patinage de vitesse de Pékin.

## Programme
Tous les horaires correspondent à l'UTC+8.
| Date                     | Horaire         |
| ------------------------ | --------------- |
| Dimanche 13 février 2022 | Début à 21 h 56 |

## Records
Avant cette compétition, les records dans cette discipline étaient les suivants :
| Record du monde    | 36 s 36 | Lee Sang-hwa | Corée du Sud | 16 novembre 2013 | Salt Lake City |
| Record olympique   | 36 s 94 | Nao Kodaira  | Japon        | 18 février 2018  | Gangneung      |
| Record de la piste | 38 s 38 | Tian Ruining | Chine        | 7 avril 2021     | Pékin          |

## Résultats
| Rang                                | Série | Couloir   | Patineur                 | Nationalité    | Temps      | Retard       |
| ----------------------------------- | ----- | --------- | ------------------------ | -------------- | ---------- | ------------ |
| Médaille d'or, Jeux olympiques      | 14    | Intérieur | Erin Jackson             | États-Unis     | 37 s 04 TR | —            |
| Médaille d'argent, Jeux olympiques  | 4     | Extérieur | Miho Takagi              | Japon          | 37 s 12    | + 0 s 08     |
| Médaille de bronze, Jeux olympiques | 13    | Intérieur | Angelina Golikova        | ROC            | 37 s 21    | + 0 s 17     |
| 4                                   | 4     | Intérieur | Vanessa Herzog           | Autriche       | 37 s 28    | + 0 s 24     |
| 5                                   | 7     | Extérieur | Jutta Leerdam            | Pays-Bas       | 37 s 34    | + 0 s 30     |
| 6                                   | 9     | Intérieur | Femke Kok                | Pays-Bas       | 37 s 39    | + 0 s 35     |
| 7                                   | 10    | Extérieur | Kim Min-sun              | Corée du Sud   | 37 s 60    | + 0 min 56 s |
| 8                                   | 11    | Extérieur | Daria Kachanova          | ROC            | 37 s 65    | + 0 s 61     |
| 9                                   | 14    | Extérieur | Kaja Ziomek              | Pologne        | 37 s 70    | + 0 s 66     |
| 10                                  | 15    | Intérieur | Olga Fatkulina           | ROC            | 37 s 76    | + 0 s 72     |
| 11                                  | 15    | Extérieur | Andżelika Wójcik         | Pologne        | 37 s 78    | + 0 s 74     |
| 12                                  | 7     | Intérieur | Jin Jingzhu              | Chine          | 37 s 88    | + 0 s 84     |
| 13                                  | 8     | Extérieur | Michelle de Jong         | Pays-Bas       | 37 s 97    | + 0 s 93     |
| 14                                  | 12    | Intérieur | Tian Ruining             | Chine          | 37 s 982   | + 0 s 942    |
| 15                                  | 10    | Intérieur | Arisa Go                 | Japon          | 37 s 983   | + 0 s 943    |
| 16                                  | 5     | Extérieur | Brittany Bowe            | États-Unis     | 38 s 04    | + 1 s        |
| 17                                  | 13    | Extérieur | Nao Kodaira              | Japon          | 38 s 09    | + 1 s 05     |
| 18                                  | 11    | Intérieur | Kimi Goetz               | États-Unis     | 38 s 25    | + 1 s 21     |
| 19                                  | 12    | Extérieur | Hanna Nifantava          | Biélorussie    | 38 s 30    | + 1 s 26     |
| 20                                  | 6     | Intérieur | Yekaterina Aydova        | Kazakhstan     | 38 s 54    | + 1 s 50     |
| 21                                  | 5     | Intérieur | Marsha Hudey             | Canada         | 38 s 79    | + 1 s 75     |
| 22                                  | 9     | Extérieur | Brooklyn McDougall       | Canada         | 38 s 84    | + 1 s 80     |
| 23                                  | 3     | Extérieur | Martine Ripsrud          | Norvège        | 38 s 95    | + 1 s 91     |
| 24                                  | 2     | Extérieur | Julie Nistad Samsonse    | Norvège        | 39 s 02    | + 1 s 98     |
| 25                                  | 3     | Intérieur | Nikola Zdráhalová        | Tchéquie       | 39 s 18    | + 2 s 14     |
| 26                                  | 6     | Extérieur | Huang Yu-ting            | Taipei chinois | 39 s 23    | + 2 s 19     |
| 27                                  | 8     | Intérieur | Heather McLean           | Canada         | 39 s 31    | + 2 s 27     |
| 28                                  | 2     | Intérieur | Sandrine Tas             | Belgique       | 39 s 37    | + 2 s 33     |
| 29                                  | 1     | Intérieur | Mihaela Hogaş            | Roumanie       | 39 s 45    | + 2 s 41     |
| 30                                  | 1     | Extérieur | María Victoria Rodríguez | Argentine      | 39 s 70    | + 2 s 66     |